# Puget-Théniers
Puget-Théniers é uma comuna francesa na região administrativa da Provença-Alpes-Costa Azul, no departamento Alpes Marítimos. Estende-se por uma área de 21,45 km², com 1 796 habitantes, segundo os censos de 2004, com uma densidade de 77 hab/km².